# Tiriyó
El tiriyó és una llengua carib que utilitzen quotidianament els tiriyós, la majoria dels quals són monolingües. Tot i que tiriyó és l'ortografia preferida, els tiriyó es refereixen a si mateixos com a "tarëno"; existeixen altres variacions, incloses tarano, tirió, i trio. Els tiriyó se situen a ambdós marges de la frontera entre el Brasil i Surinam a les terres baixes d'Amèrica del Sud. Com que el tiriyó és parlat per tota la població yiriyó, el seu nivell de perill és baix. Tanmateix, es pot veure amenaçat per la presència d’una estació de radar instal·lada recentment, dotada d'un nombre considerable de persones no indígenes properes al poble principal.
Ewarhuyana, inclosa a Campbell (2012), és un nom alternatiu a tiriyó.

## Història
El tiriyó modern està format per diverses comunitats indígenes; alguns d'aquests, com els aramixó, s'esmenten en els escrits europeus ja entre 1609 i 1610. Molts dels grups que ara són tiriyó van viure entre el Brasil i la Guiana francesa fins que van ser expulsats pels oyampi, un grup de tupís aliats amb els portuguesos. Junts, els portuguesos i els oyampis van conduir aquests grups cap a l'oest i es van barrejar amb els grups que hi havia a la zona per formar el modern grup tiriyó.
Com a tal, els tiriyó va establir contacte relativament aviat amb grups esclaus fugitius que es van establir a la zona cap a finals del segle xviii. Van mantenir relacions comercials regulars amb un grup, els ndjukes, i durant molts anys van ser l'únic contacte que els tiriyó va tenir amb poblacions estrangeres. El primer contacte registrat entre els tiriyó i un europeu van tenir lloc el 1843 entre un poble "Drio" i Robert Schomburgk; això i la trobada entre l'explorador francès Jules Crevaux i uns quants "Trio" van ser els dos únics punts de contacte entre Tiriyó i els europeus al segle xix. El contacte posterior entre europeus i tiriyó a la primera meitat del segle xx va produir estudis etnogràfics i lingüístics de la regió i, en particular, dels subgrups tiriyó. Després de la "fase exploratòria" de contacte, va arribar la fase missionera, en què les pistes d'aterratge de nova construcció van facilitar el contacte entre missioners i els tiriyó. Aquestes missions van intentar concentrar la població tiriyó en països més grans pobles per convertir-los més fàcilment al cristianisme i, amb el pas del temps, s’hi van unir altres grups indígenes com els akuriyó.
Avui els tiriyó tenen un alt grau d’independència perquè els seus assentaments són de difícil accés. No obstant això, els interessa reforçar les relacions amb el món estranger.

## Classificació
El tiriyó ha estat classificat com a pertanyent al grup taranoà de la sub-branca guianana del Carib, juntament amb el karihona (carijona), a Colòmbia i l'akuriyó, a Surinam, el primer amb uns quants parlants i el segon sense aparentment parlants. Gildea (2012) llista tiriyó i trió com a idiomes diferents.

## Investigació lingüística
La primera llista de paraules tiriyó va ser compilada per Jules Crevaux el 1882, que constava de 31 entrades que incloïen dues frases en Ndyuka-Tiriyó, una llengua pidgin. El 1909, Claudius Henricus De Goeje va escriure una breu gramàtica tiriyó al costat d’una llista de paraules més llarga d’unes 500 entrades que havia publicat anteriorment el 1904. Estudis lingüístics en profunditat del tiriyó no es van escriure fins a finals del segle xx, quan Ernest Migliazza va publicar una investigació sobre la fonologia del tiriyó el 1965, igual que Morgan Jones el 1972. Els dos dialectes del tiriyó van ser descrits per primera vegada en aquella obra per Jones. El 1980 es va publicar un breu estudi morfològic de Ruth Wallace. Sérgio Meira ha dut a terme moltes investigacions sobre Tiriyó, inclosos el 1997, 1998, 1999, 2000, 2005. La seva gramàtica descriptiva del tiriyó (1999) va ser el primer text important sobre la llengua, i descriu aspectes de la fonologia, morfologia, sintaxi i semàntica tiriyó. També proporciona una llista de paraules comunament manllevades al tiriyó i un diccionari preliminar anglès-tiriyó. Eithne Carlin també ha escrit una gramàtica descriptiva del tiriyó, que se centra en el tiriyó com el parla la gent de Surinam. Carlin també ha publicat altres treballs sobre el tiriyó (Carlin 1997, 1999, 2003, 2006, 2011), principalment relacionats amb la semàntica i la sociolingüística.

### Documentació
Tiriyó ha estat parcialment documentat com a part de la investigació de Meira amb la Universitat de Leiden, juntament amb l'Institut Max Planck de Psicolingüística. Aquesta documentació es va iniciar el 1993 en virtut del Projecte de documentació sobre llengües carib del nord del Brasil, de la Dra. Spike Gildea, i va continuar fins al 1999. La documentació de Meira incloïa un enfocament específic en els patrons d’accents, els demostratius contrastius, i postposicions locatives. Hi ha hagut relativament pocs estudis etnogràfics sobre el tiriyó, amb l'excepció de les obres del missioner Protasio Frikel i l'antropòleg anglès Peter Rivière. Entre els anys 50 i 70, Frikel va escriure set obres (Frikel 1957, 1958, 1960, 1961a, b, 1964, 1971, 1973) relacionades amb el tiriyó. Rivière ha publicat diverses obres (Rivière 1963, 1966, 1969, 1970, 1971, 1981a, b, 1984, 1987, 1988, 1994, 1995a, b, 2000) a partir del 1963, sobretot el casament entre els trio. Als seus escrits tracta els errors comesos per Frikel.

## Dialectes
Sembla que hi ha dos dialectes principals a la zona de parla tiriyó, anomenats per Jones (1972) "orientals" o "conca del Tapanahoni", i dialectes "occidentals" o "conca del Sipaliwini", i per Meira (2000, per aparèixer) K-Tiriyó i H-Tiriyó. La diferència principal fins ara reportada és fonològica: la realització diferent del que eren (històricament) clústers que impliquen /h/ i una oclusiva. També poden existir diferències gramaticals i/o lèxiques, però es disputen els exemples produïts fins ara.
Demogràficament, l'H-Tiriyó és el dialecte més important (aproximadament el 60% dels parlants). És el dialecte que es parla al poble de Kwamalasamutu (Surinam) i als pobles del riu Paru occidental (Tawainen o Missão Tiriós, Kaikui Tëpu, Santo Antônio) i també al llarg del riu Marapi (Kuxare, Yawa, etc.). El K-Tiriyó es parla als pobles del riu Paru oriental (Mataware i algunes persones a Bonna) al Brasil i als pobles de Tepoe i Paloemeu a Surinam.
Tiriyo també va ser una base del pidgin ndyuka-tiriyó.

## Fonologia
Tiriyó té 7 vocals i 10 consonants, tal com es mostra a la taula següent. (Símbols ortogràfics en negreta, valors IPA entre claudàtors.)

### Vocals
|         | Frontsl | Central | Posterior |
| ------- | ------- | ------- | --------- |
| Tancada | i /i/   | ï /ɨ/   | u /u/     |
| Mitjana | e /e/   | ë /ə/   | o /o/     |
| Oberta  |         | a /a/   |           |

- Les vocals (a, e, i, o, u) són molt properes a les seves habituals valors en, per exemple, castellà.
- La vocal central ï is usually [ɨ], però també se sent [ɯ], especialment després d'una consonant velar;
- La vocal central ë is usually [ə], però també és habitual [ʌ] o [ɤ].

### Consonants
|            | Bilabial | Dental | Palatal | Velar | Glotal |
| ---------- | -------- | ------ | ------- | ----- | ------ |
| Nasal      | m /m/    | n /n/  |         |       |        |
| Oclusiva   | p /p/    | t /t/  |         | k /k/ |        |
| Fricativa  |          | s /s/  | s /s/   |       | h /h/  |
| Tap        |          | r /ɾ/  | r /ɾ/   |       |        |
| Aproximant | w /β/    |        | j /j/   |       |        |

1. La fricativa /s/ mostra una variació considerable. Alguns parlants tenen [s], altres tenen [ç] o [s̠], o fins i tot [ʃ]. La vocal següent també influeix en la pronunciació de /s/: [ʃ]: les realitzacions semblants són més freqüents abans de /i/ i /e/.
2. La ròtica r sovint és retroflexa ([ɽ]) i pot tenir certa lateralitat ([ɺ]); també se senten bategants simples ([ɾ]).
3. L'aproximant w no sol arrodonir-se ([β̞]) i, de vegades (sobretot si va seguida de e o i) alguna fricció [β̝]
4. La fricativa glotal /h/ és la diferència més evident entre els dos dialectes principals. K-Tiriyó és un dialecte sense /h/; on H-Tiriyó té un /h/, K-Tiriyó mostra una seqüència VV (realitzada com a vocal llarga). A H-Tiriyó, cada h - clúster - hp, ht, hk (històricament * hp], *[ht], *[hk]) - té una realització diferent: [(h) ɸ], [ht], [(h) h] (és a dir, amb p i k, [h] es realitza dèbilment i aspira la següent oclusiva; amb t, [h] és més forts i no hi ha espirantització). Els parlants d'H-Tiriyó més antics tenen un quart clúster hs [(h) s̠], amb und [h] dèbilment realitzagd, mentre que els parlants H-Tiriyó més joves tenen [ːs̠]~[s̠s̠] (els parlants de K-Tiriyó només tenen [ːs̠]); amb tot, el seu estatus és, però, marginal. Els exemples de la taula següent il·lustren aquestes diverses realitzacions:

| Proto-forma | H-Tiriyó                  | K-Tiriyó | Glossa         |
| ----------- | ------------------------- | -------- | -------------- |
| *mahto      | [mahtɔ]                   | [maatɔ]  | foc            |
| *tuhka      | [tu(h)ha]                 | [tuuka]  | Nou del Brasil |
| *pihpə      | [pi(h)ɸə]                 | [piipə]  | pell           |
| *wɨhse      | [ʋɨ(h)s̠e]~[ʋɨːs̠e]~[ʋɨs̠s̠e] | [ʋɨɨs̠e]  | anatto         |